# أرتور فلوريس غراندي
أرتور فلوريس غراندي (بالإسبانية: Arturo Flores Grande)‏ هو سياسي مكسيكي، ولد في 1 سبتمبر 1965 في ولاية بويبلا في المكسيك. حزبياً، نشط في حزب العمل الوطني. وقد انتخب عضو مجلس النواب المكسيك.